# نایاد (فیلم)
نایاد (انگلیسی: Nyad) فیلم درام ورزشی زندگی‌نامه‌ای آمریکایی محصول ۲۰۲۳ به کارگردانی الیزابت چای واشارهی و جیمی چین است. آنت بنینگ در نقش شناگر دایانا نایاد، جودی فاستر و ریس ایفانز در این فیلم ایفای نقش می‌کنند. این نخستین کارگردانی داستانی واشارهی و چین است و بر اساس زندگی‌نامه نایاد، راهی را پیدا کن، ساخته شده‌است.
نایاد در ۱ سپتامبر ۲۰۲۳ در جشنوارهٔ فیلم تلوراید به نمایش درآمد. این فیلم در ۲۰ اکتبر انتشار محدودی در سینماهای منتخب داشت و پخش اینترنتی آن در ۳ نوامبر از طریق نتفلیکس آغاز شد.

## داستان
در سال ۲۰۱۰، دایانا نایاد شصت‌ساله تصمیم می‌گیرد تنها هدفی را که در زندگی‌اش به آن نرسیده بود، عملی کند: شنا کردنِ بدون توقف به مسافت ۱۱۰ مایل از کوبا تا فلوریدا؛ کاری که سی سال پیش تلاش کرده بود اما موفق نشده بود. او بهترین دوست و شریک پیشین خود، بانی استول را به‌عنوان مربی‌اش انتخاب می‌کند. با وجود تردید عمومی به‌خاطر سنش، دایانا همراه با بانی به کی‌وست نقل مکان می‌کند تا تمرین کند و یک ناوبر به‌نام جان بارتلت را برای همراهی در مسیر شنا استخدام می‌کند. به‌جای استفاده از قفس ضد کوسه، دایانا تصمیم می‌گیرد از دستگاه الکترونیکی بازدارندهٔ کوسه به‌نام سپر کوسه استفاده کند.
در اوت ۲۰۱۱، دایانا نخستین تلاشش را برای شنا در تنگه فلوریدا از سال ۱۹۷۸ تاکنون انجام می‌دهد، اما واکنش آلرژیک به مسکن‌ها و جریان‌های نامساعد اقیانوسی که او را از مسیر منحرف می‌کنند، باعث می‌شود خیلی زود مجبور به توقف شود. در دومین تلاشش که یک ماه بعد انجام می‌دهد، نیش عروس دریایی جعبه‌ای او را از پا درمی‌آورد. پزشک همراه برای نجاتش به آب می‌پرد، اما خودش هم گرفتار همان عروس دریایی می‌شود و باید نجات یابد. به دایانا آمپولی برای مقابله با زهر تزریق می‌شود، اما او با وجود آسیب‌دیدگی، بر ادامهٔ شنا پافشاری می‌کند. بانی و جان، با تردید اولیه، سرانجام با ادامهٔ مسیر موافقت می‌کنند، ولی دایانا بار دیگر نیش می‌خورد و برای دقایقی بی‌هوش می‌شود. او را روی قایق احیا می‌کنند.
دایانا در بیمارستان بهبود می‌یابد، جایی که بانی نگرانی‌اش را از خطرهای جدی شنا ابراز می‌کند و هشدار می‌دهد که دایانا دارد رؤیای شخصی‌اش را بر ایمنی گروه مقدم می‌دارد. دایانا درخواست یک تلاش دیگر می‌کند و با متخصص عروس‌های دریایی جعبه‌ای مشورت می‌کند که لباس محافظ مخصوصی در اختیارش می‌گذارد. در طول تمرین‌ها و شناها، صحنه‌هایی از گذشتهٔ دایانا به‌شکل یادآوری ظاهر می‌شود که شامل دوران کودکی‌اش و سوءاستفادهٔ جنسی‌اش توسط مربی سابق شنا جک نلسون است.
در اوت ۲۰۱۲، دایانا علی‌رغم هشدار جان دربارهٔ آب‌وهوای نامساعد، تلاش دیگری را آغاز می‌کند. طوفانی در میانهٔ مسیر درمی‌گیرد و قایق جان شروع به آب‌گرفتگی می‌کند. بانی از دایانا می‌خواهد مأموریت را متوقف کند، ولی دایانا التماس می‌کند که ادامه دهد. پس از بازگشت به خشکی، دایانا از پذیرش شکست سر باز می‌زند و برای تلاش بعدی برنامه‌ریزی می‌کند که این کار به مشاجره‌ای میان او و بانی می‌انجامد. بانی او را به خودخواهی متهم می‌کند و می‌گوید که برای حمایت از دایانا از رؤیاهای خودش گذشته است، سپس از مربی‌گری کناره‌گیری می‌کند.
مدتی بعد، دایانا با جان تماس می‌گیرد و بابت رفتارش عذرخواهی می‌کند. جان پوزش او را می‌پذیرد، اما می‌گوید که به‌دلیل مشکلات مالی و دیگر مسئولیت‌ها نمی‌تواند دوباره همراهی کند. دایانا به دیدن بانی می‌رود و آن‌ها آشتی می‌کنند. بانی به دایانا خبر می‌دهد که نلسون فوت کرده، و این خبر دایانا را وادار به تأمل دربارهٔ آسیب‌های گذشته‌اش می‌کند. بانی سرانجام دوباره تصمیم می‌گیرد مربی دایانا شود، چون درمی‌یابد رابطهٔ آن‌ها چقدر عمیق است. جان نیز به گروه بازمی‌گردد و به بانی می‌گوید که بیمار است و می‌خواهد آخرین فرصت را برای دیدن تلاش دایانا داشته باشد.
دایانا پنجمین تلاش خود را در ۳۱ اوت ۲۰۱۳ آغاز می‌کند؛ این‌بار جریان‌های دریایی به نفع او هستند. اما وقتی یک کوسه نزدیک می‌شود و دستگاه سپر کوسه به‌درستی عمل نمی‌کند، اعضای گروه از قایق به آب می‌پرند و کوسه را فراری می‌دهند. چند ساعت بعد، بدن دایانا نشانه‌هایی از فرسودگی نشان می‌دهد. او دچار توهم می‌شود و مثلاً جاده آجری زرد از جادوگر شهر اُز و تاج‌محل را می‌بیند. بانی برای دلگرمی، خودش به آب می‌زند و از دایانا می‌خواهد آخرین توانش را به کار گیرد. وقتی ساحل کی‌وست به چشم می‌آید، گروه با هیجان خبر نزدیک شدن به پایان را به او می‌دهند.
در ۲ سپتامبر، دایانا به ساحل کی‌وست می‌رسد، جایی که انبوه تماشاگران و هواداران در انتظارند. او از آب بیرون می‌آید و آرام‌آرام قدم به ساحل می‌گذارد؛ جمعیت جشن می‌گیرند. در پاسخ به درخواست خبرنگاران برای سخن گفتن، دایانا سه جمله می‌گوید: «اول، هیچ‌وقت، هیچ‌وقت تسلیم نشو. دوم، هیچ‌وقت برای دنبال کردن رؤیاهات پیر نیستی. و سوم، شاید این ورزش انفرادی به‌نظر بیاد، ولی یه تیم می‌خواد.»

## بازیگران
- آنت بنینگ در نقش دایانا نایاد[۴]
- جودی فاستر در نقش بانی استول[۵]
- ریس ایفانز در نقش جان بارتلت[۶]

## تولید
در ژانویهٔ ۲۰۲۲ اعلام شد که نتفلیکس این فیلم را توزیع خواهد کرد. در مارس ۲۰۲۲ اعلام شد که مراحل ساخت در حال انجام است.

## انتشار
نایاد در ۱ سپتامبر ۲۰۲۳ در جشنوارهٔ فیلم تلوراید به نمایش درآمد. این فیلم نخستین نمایش بین‌المللی خود را در ۱۲ سپتامبر، در چهل و هشتمین جشنواره بین‌المللی فیلم تورنتو داشت. این فیلم در ۲۰ اکتبر انتشار محدودی در سینماهای منتخب داشت و پخش اینترنتی آن در ۳ نوامبر از طریق نتفلیکس آغاز شد.

## بازخورد
در وبگاه جمع‌آوری نقد راتن تومیتوز، ٪۸۴ از ۱۲۲ بررسی منتقدان مثبت است، و میانگینِ امتیاز آن ۶٫۹/۱۰ است. اجماع این وبگاه چنین می‌نویسد: «نایاد یک فیلم زندگی‌نامه‌ای ورزشی نشاط‌آور است که دقیقاً بر اساس شایستگی داستانش است، اما نقش‌آفرینی‌های چشمگیر آنت بنینگ و جودی فاستر است که واقعاً این تصویر را زنده نگه می‌دارد.» این فیلم در متاکریتیک که از میانگین وزنی استفاده می‌کند، بر اساس نظر ۳۲ منتقدین امتیاز ۶۵ از ۱۰۰ را کسب کرده که نشان‌گر «نقدهای عموماً مطلوب» است.